# Euplexia melanops
Euplexia melanops là một loài bướm đêm trong họ Noctuidae.